# Leon Edwards

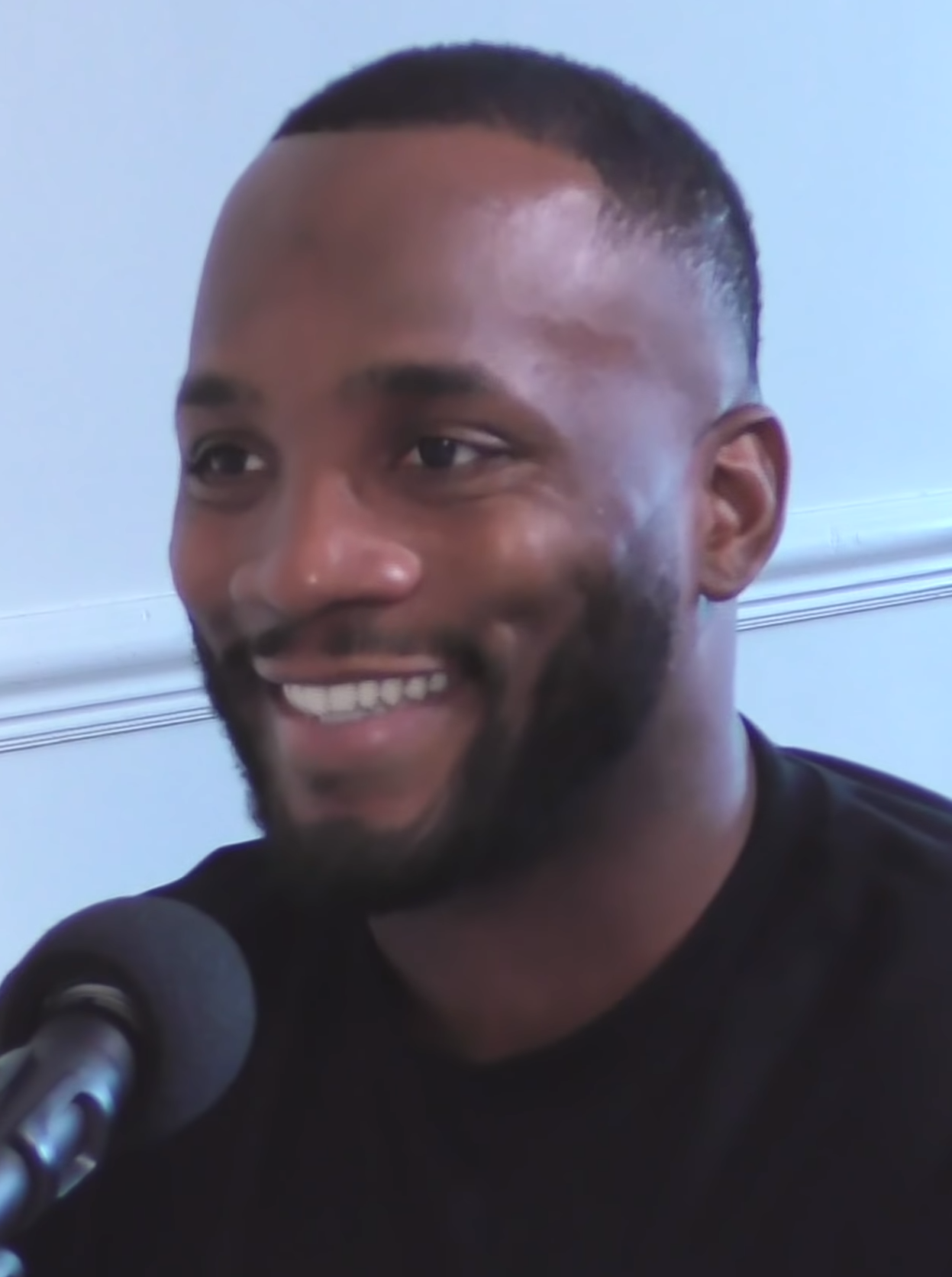
Leon Edwards

Leon Edwards, född 25 augusti 1991 i Kingston, är en brittisk MMA-utövare som tävlar i organisationen Ultimate Fighting Championship.